# Spawanie TIG
TIG (ang. tungsten inert gas) lub GTAW (gas tungsten arc welding) –  metoda spawania nietopliwą elektrodą wolframową w osłonie gazów obojętnych, takich jak argon, hel lub ich mieszanki (nie można natomiast stosować azotu). Oznaczona jest kodem 141. Łuk jarzy się pomiędzy elektrodą nietopliwą wykonaną z czystego wolframu lub wolframu uszlachetnionego tlenkami, takimi jak tlenek toru(IV) (ThO2), tlenek cyrkonu(IV) (ZrO2), tlenek lantanu(III) (La2O3) i innymi a spawanym materiałem. W większości przypadków elektroda wolframowa (palnik TIG) podłączana jest do bieguna ujemnego, a zacisk masy do bieguna dodatniego spawarki. Powoduje to wydzielanie się większej ilości ciepła w miejscu powstawania spoiny, mniejsze obciążenie elektrody wolframowej (elektrony przepływają od minusa do plusa).
Oznaczenie elektrod nietopliwych:
- Elektroda czerwona: torowana
- Elektroda złota:  lantanowana
- Elektroda biała: cyrkonowa
- Elektroda szara: cerowa
- Elektroda zielona: czysty wolfram

## Zastosowanie
Metoda TIG jest stosowana do spawania ręcznego lub automatycznego. Metodą tą spawa się prądem stałym wszystkie gatunki stali, zwłaszcza stale wysokostopowe, oraz metale nieżelazne. Największe zastosowanie znajduje jednak przy łączeniu aluminium i stopów aluminium z użyciem prądu przemiennego ze względu na uzyskiwanie złącz spawanych o bardzo wysokiej jakości. Jedna z najbardziej uniwersalnych metod spawania. 

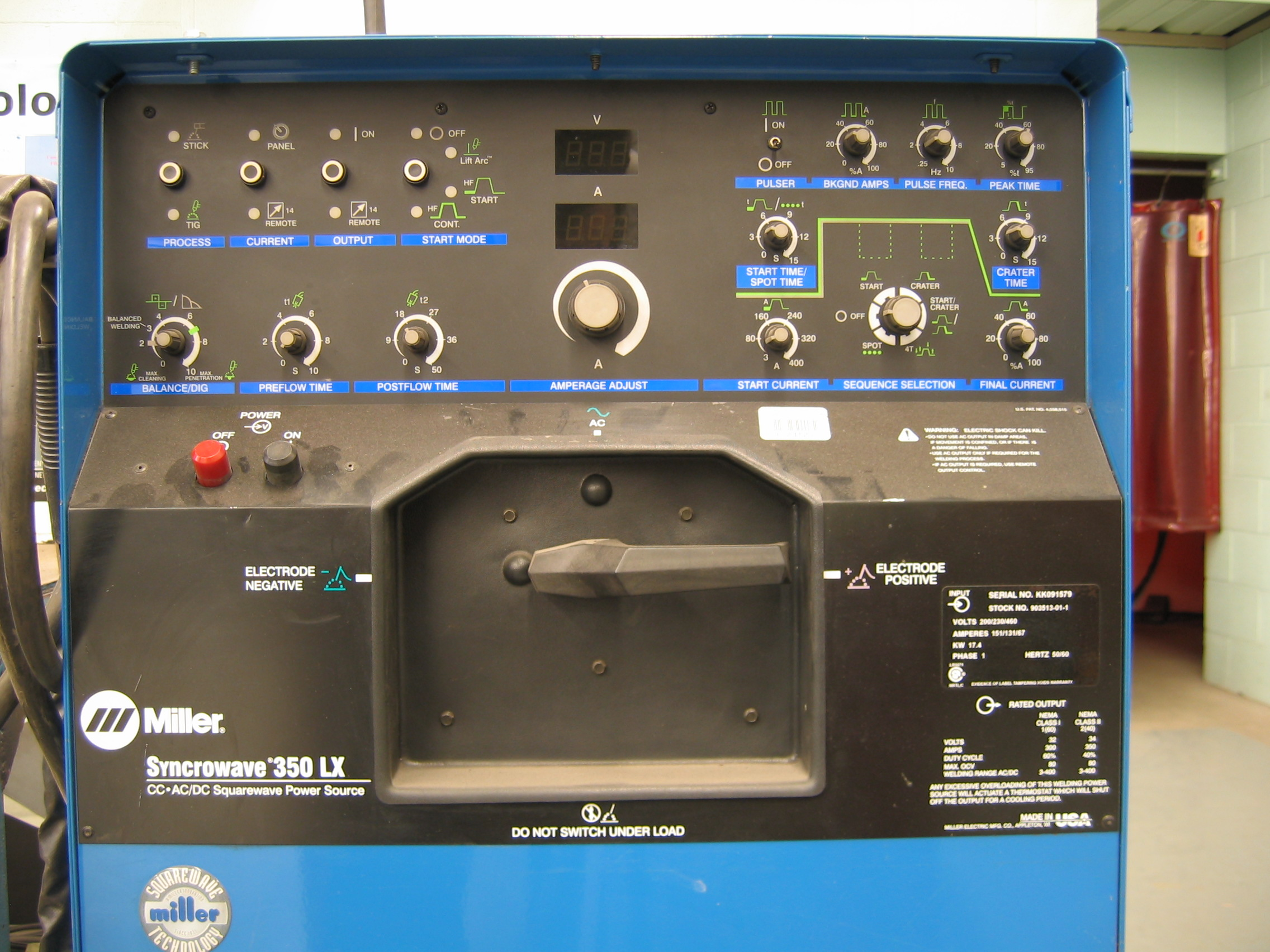
Spawarka do spawania SMAW i TIG

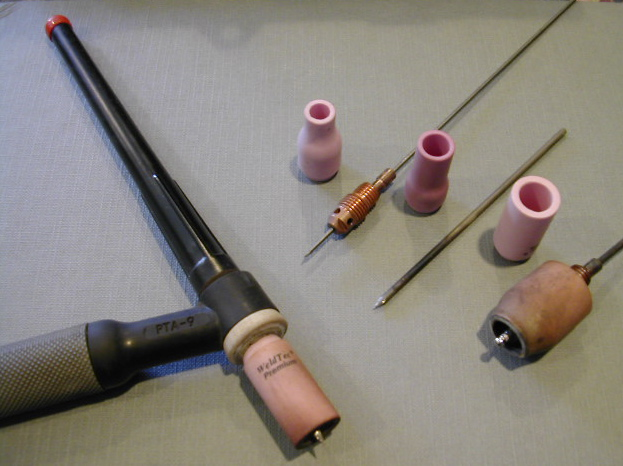
Uchwyt do spawania metodą TIG

## Najczęściej stosowane parametry technologiczne
- natężenie: 5–600 A w trybie ciągłym lub impulsowym
- napięcie: 10–30 V
- prędkość spawania: 0,04–0,4 m/min[2]
- średnica elektrody: 0,5–8,0 mm
- natężenie przepływu gazu ochronnego: 5–20 l/min[2]
- dla TIG AC: częstotliwość prądu przemiennego: 60–200 Hz
- dla TIG AC: balans prądu przemiennego (AC Balans): skala europejska −45% do + 45%, skala amerykańska 10% do 90%[3]

## Zalety
- najlepsza ze wszystkich metod spawania jakość połączeń
- możliwość zrobotyzowania
- spawanie elementów o szerokim zakresie grubości (jedyna metoda do napawania i spawania artystycznego detali poniżej 1 mm grubości; tylko w trybie impulsowym z łukiem prowadzącym służącym do lepszego celowania w miejsce wykonania spoiny)
- możliwość spawania we wszystkich pozycjach

## Wady
- mała wydajność w przypadku spawania ręcznego (w praktyce rekompensowana jakością spoin)
- konieczność stosowania dodatkowej osłony przed wiatrem przy spawaniu w przestrzeni otwartej